# American Express - TED Open 2009
L'American Express - TED Open 2009 è un torneo professionistico di tennis maschile giocato sul cemento, che faceva parte dell'ATP Challenger Tour 2009. Si è giocato a Istanbul in Turchia dal 10 al 16 agosto 2009.

## Partecipanti

### Teste di serie
| Nazionalità | Giocatore      | Ranking* | Testa di serie |
| ----------- | -------------- | -------- | -------------- |
| Portogallo  | Frederico Gil  | 88       | 1              |
| Slovacchia  | Karol Beck     | 100      | 2              |
| Croazia     | Roko Karanušić | 119      | 3              |
| Germania    | Florian Mayer  | 130      | 4              |
| Germania    | Daniel Brands  | 131      | 5              |
| Slovenia    | Blaž Kavčič    | 132      | 6              |
| Francia     | Nicolas Mahut  | 135      | 7              |
| Austria     | Stefan Koubek  | 148      | 8              |

- Ranking al 3 agosto 2009.

### Altri partecipanti
Giocatori che hanno ricevuto una wild card:
- Haluk Akkoyun
- Grigor Dimitrov
- Korhan Ural Ateş
- Tugay Köylü

Giocatori passati dalle qualificazioni:
- Frederik Nielsen
- Filip Prpic
- Sebastian Rieschick
- Ludovic Walter

## Campioni

### Singolare
Illja Marčenko ha battuto in finale  Florian Mayer, 6–4, 6–4.

### Doppio
Frederico Gil /  Filip Prpic hanno battuto in finale  Grigor Dimitrov /  Marsel İlhan, 3–6, 6–2, [10–6].